# Sluka LK-2

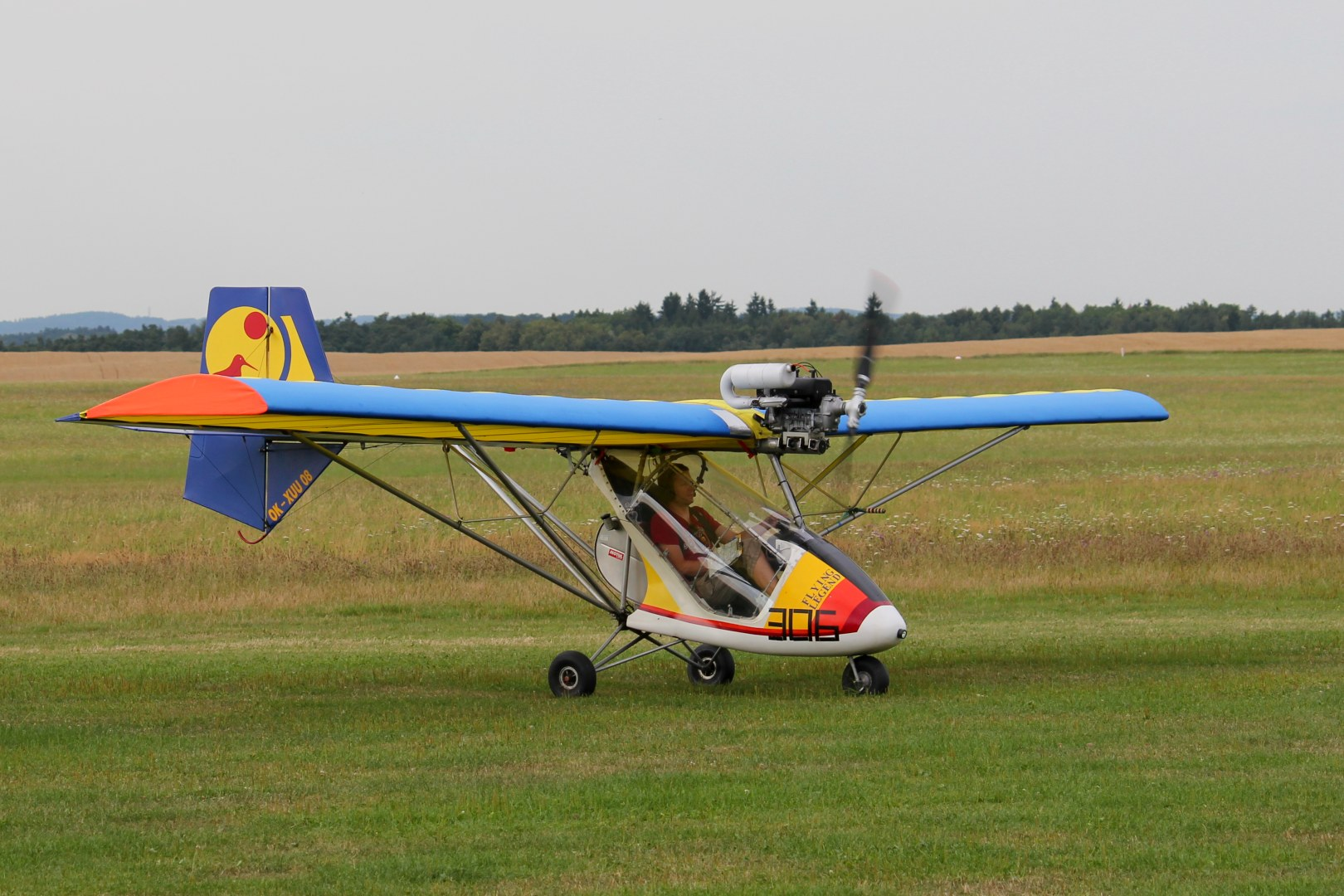
Miniaturní letoun měří na délku jen 7,82 m, rozpětí křídel je 9,16 m. Letět ale umí až rychlostí 100 km/h.

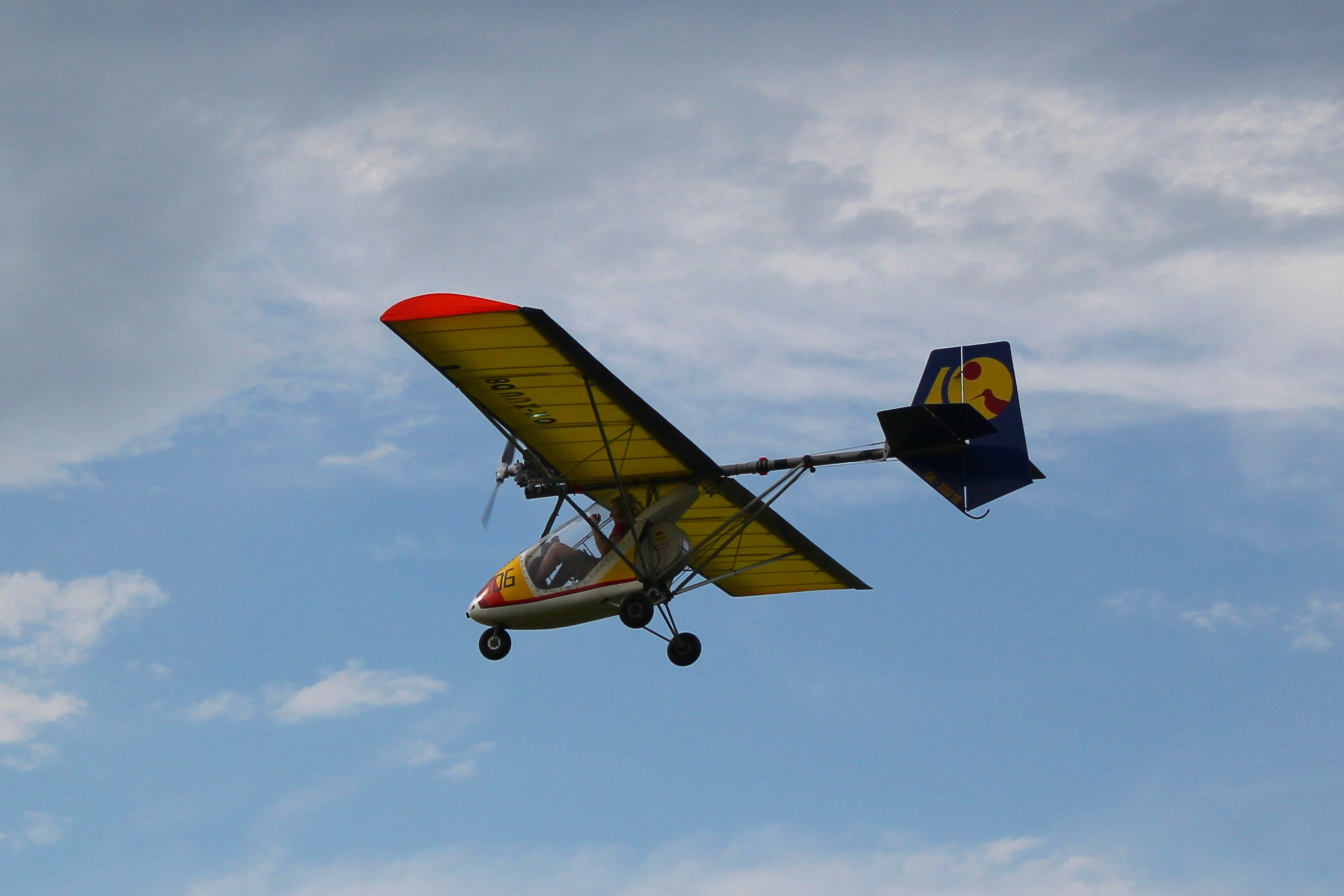
Letov LK-2 Sluka během letu nad letištěm LKBE Benešov

Sluka LK-2 je český jednomístný ultralehký hornoplošník vyráběný v 90. letech pražskou továrnou Letov, typický svou otevřenou kabinou a křídly potaženými umělou tkaninou zvanou dacron.

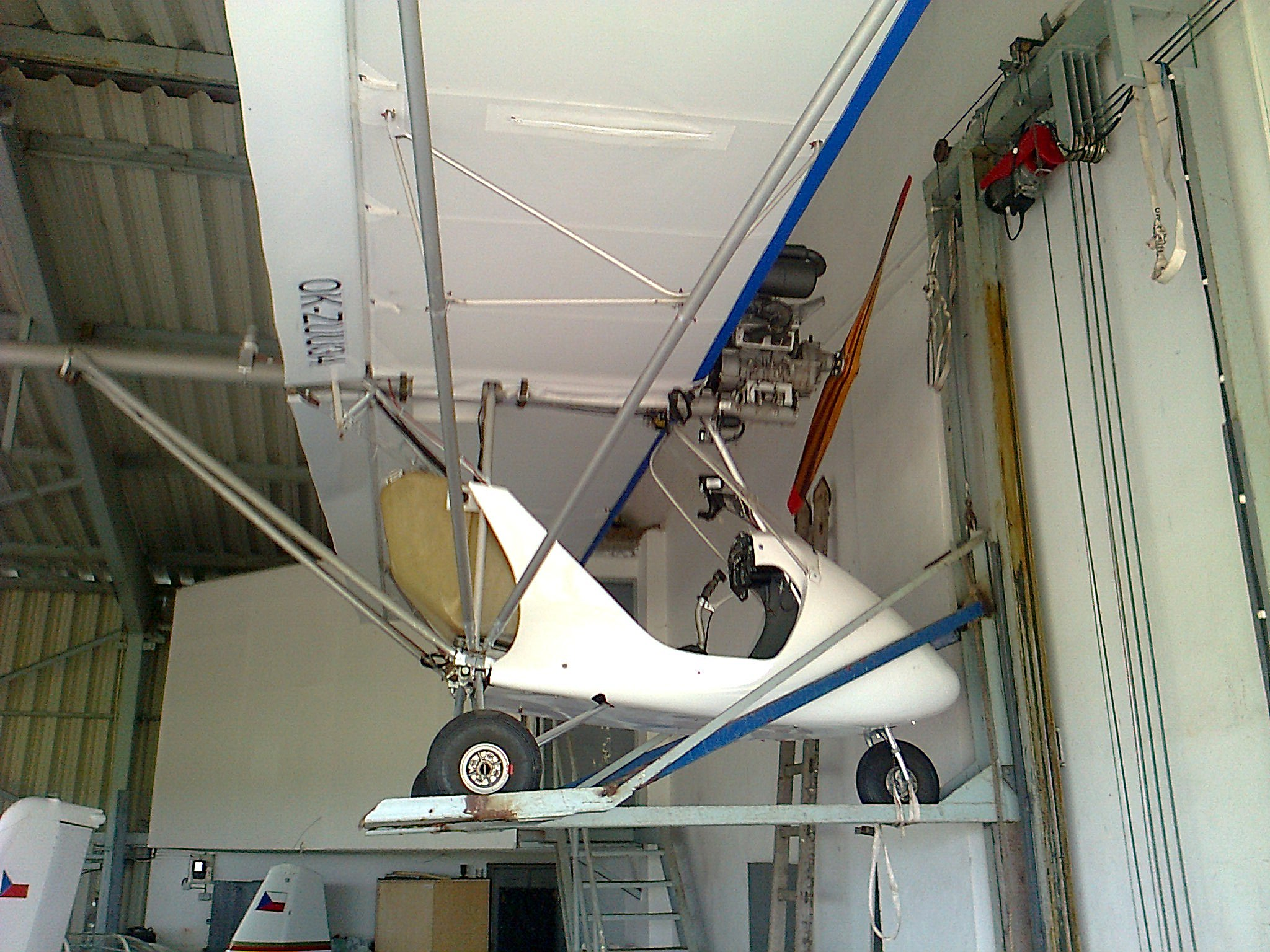
Sluka LK-2 s registrační značkou OK-ZUU34 s náhradní 50 L kompozitovou nádrží. Tento letoun je v současné době přestavován společností Airhero do podoby nové varianty LK-2H.

Osobitý ultralight postavila v rámci tehdejší akciové společnosti Letov skupinka nadšenců pod vedením Ing. Jaroslava Kamarýta. Jejich prototyp poprvé vzlétl ještě koncem 80. let. Tehdy byl poháněn motorem Trabant. Během let vzniklo několik jednosedadlových i dvousedadlových verzí a díky své osobitosti, dobrým leteckým vlastnostem i nízké ceně měl tehdy poměrně velký úspěch na trhu.
Po úspěšném uvedení letounu LK-2 do výroby přišli jeho tvůrci s novou variantou s označením LK-2M, která se prodávala ve formě stavebnice, z níž si uživatel sám postavil letoun.
Těchto stavebnic se nejvíce vyvezlo v 90. letech do Velké Británie, kde je dosud v provozu šestnáct registrovaných letounů Sluka LK-2M.

## Historie
Letoun LK-2 Sluka byl představen nedlouho po pádu totalitního režimu a byl navržen jako budoucí typ, který má umožnit nízkonákladové létání pro zábavu. Továrna Letov vyráběla tento letoun až do roku 1998, kdy byl kvůli špatné finanční situaci prodán skupině Latecoere Group, která výrobu letounů LK-2 Sluka, LK-3 Nova a ST-4 Azték nadobro ukončila, a to včetně jakékoliv údržby a podpory jejich majitelům.
Na situaci kolem chybějící podpory ultralightů Sluka LK-2 zareagoval německý akrobatický pilot Uli Dembinski, který vyslyšel volání o pomoc stávajících majitelů těchto letounů a založil v Praze společnost Airhero, která si dala za cíl obnovit nejen podporu pro stávající majitele těchto letounů, ale také výrobu zmodernizované Sluky jako takové, která má nést označení LK-2H.
Za celou historii letovské Sluky LK-2 byla hlášena pouze jedna fatální nehoda, která byla zaviněna chybou v sestavení letounu.

## Varianty
Letoun typu Sluka má několik variant v linii přímé i nepřímé. Ty nepřímé však již nesou jiná označení, neboť se od původní konstrukce odlišují poněkud zásadnějším způsobem.
LK-2 je původní model designovaný od 80. let. Typický je otevřenou kabinou, složeným duralovým podvozkem a nádrží o objemu 25 litrů.

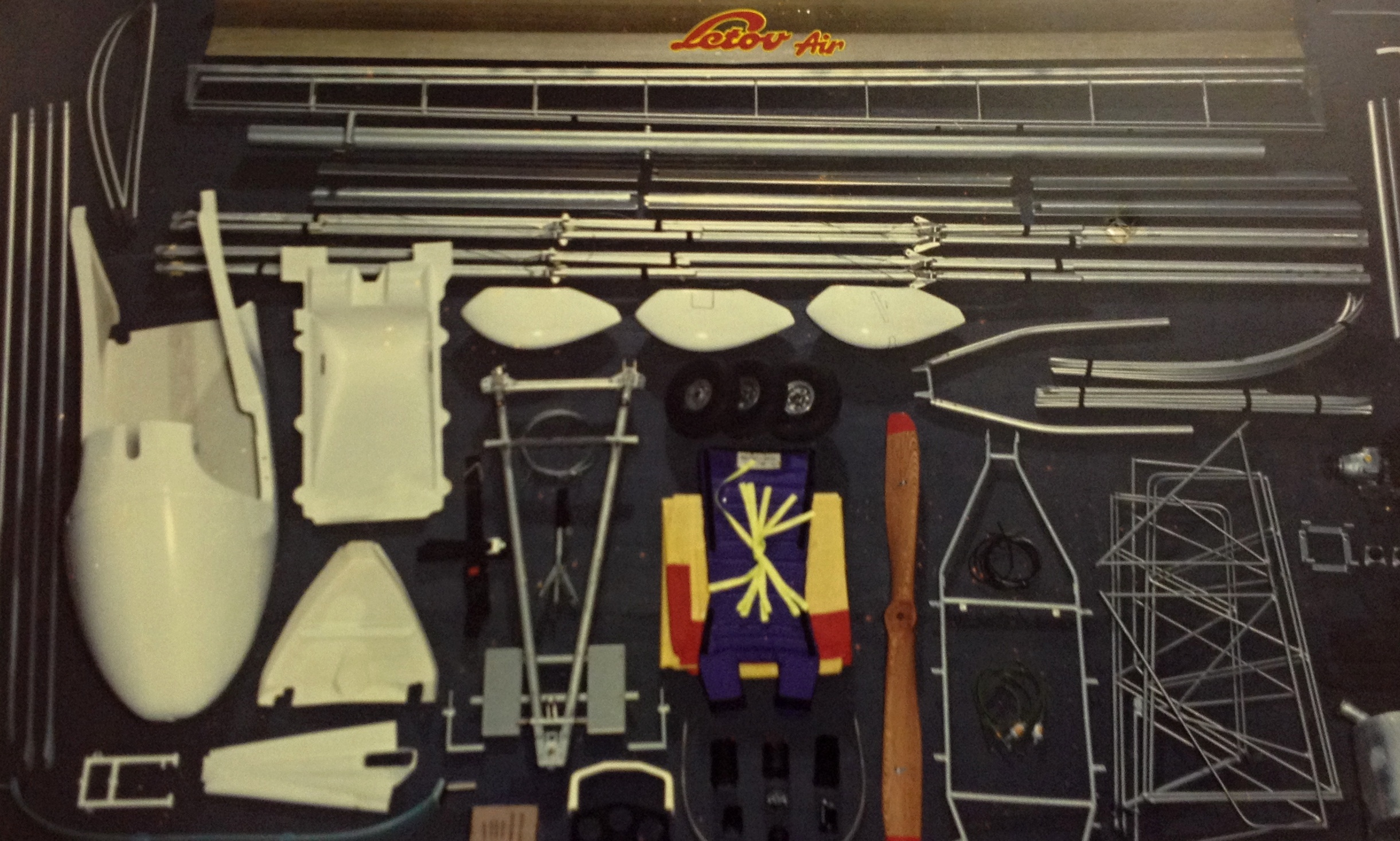
Sluka LK-2M, jejíž design byl schválen v červenci roku 1994, se prodávala ve formě stavebnice, kterou si zájemce mohl sám sestavit

LK-2M je druhou generací letounu, která se prodávala ve formě stavebnice. Od modelu LK-2 se tato verze lišila uzavřeným kokpitem s dveřmi na pravé straně pilota a jednoduchým jednopramenným kompozitovým podvozkem.
LK-2MT je typ velmi podobný LK-2M, s dřevěným křídlem, jehož vylepšený tvar umožňoval dosáhnout vyšší rychlosti a snížil spotřebu paliva.

## Specifikace LK-2
Data z originálního provozního manuálu
Obecná charakteristika
- Počet míst v kabině: 1
- Délka: 5,1 m
- Rozpětí křídel: 9,2 m
- Výška: 2,5 m
- Plocha křídel: 13,34 m2
- Hmotnost prázdného letounu: 147 kg s motorem Rotax 447
- Maximální vzletová hmotnost: 250 kg
- Objem nádrže: 25 l (namísto originální nádrže je často používána nádrž s objemem 50 l)

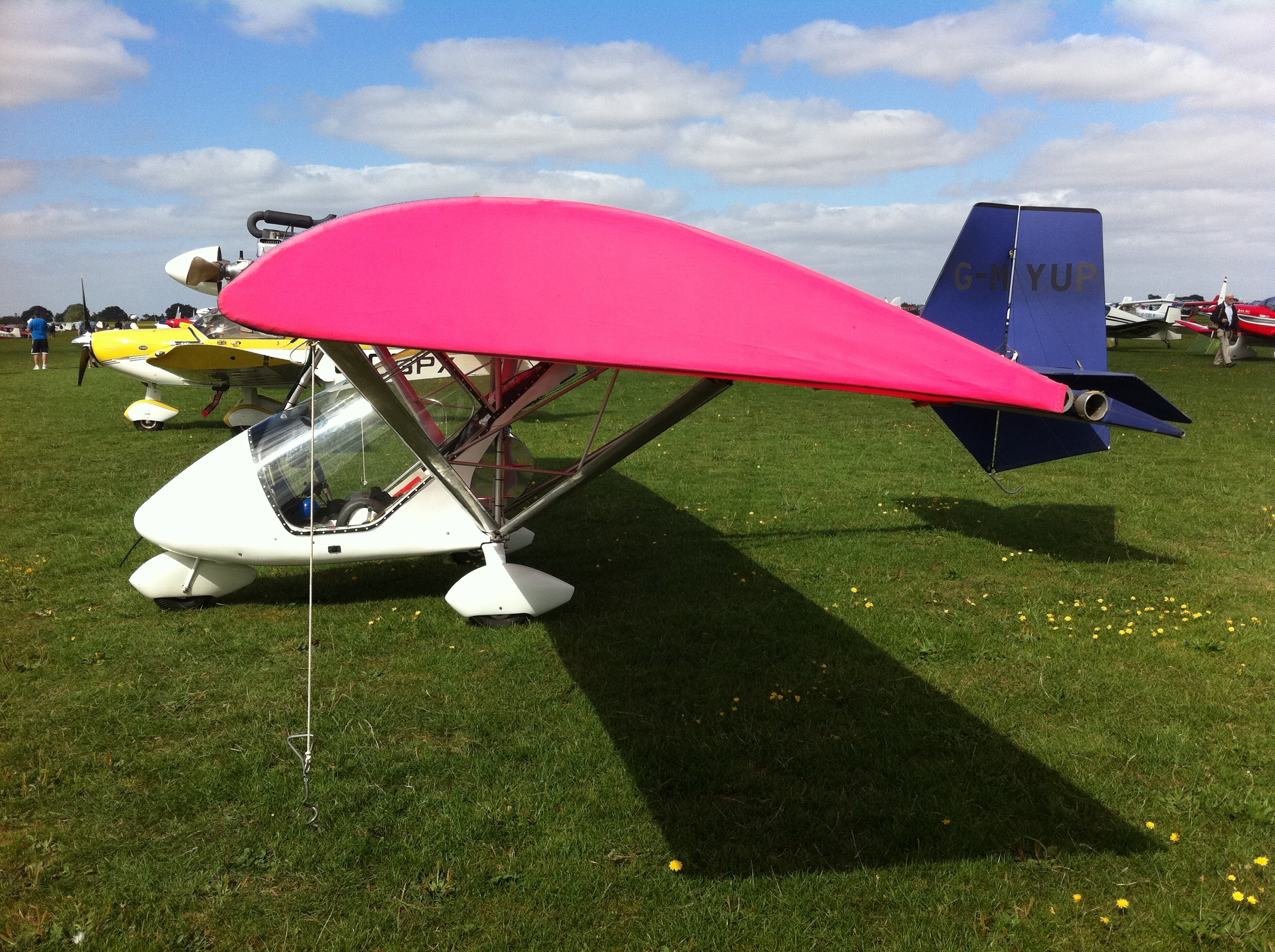
Sluka LK-2M s registrační značkou Velké Británie G-MYUP s charakteristickými blatníčky a prodlouženým čelním sklem

- Označení motoru: 1 × Rotax 447 nebo 503 dvouválec, dvoutaktní letecký motor, 29.5 kW
- Vrtule: pevná dvoulistá V 230, průměr 1,625 m

Výkon
- Maximální rychlost: 120 km/h
- Cestovní rychlost: 70 km/h
- Pádová rychlost: 42 km/h
- Max. nepřekročitelná rychlost: 130 km/h
- Dolet: 260 km při rychlosti 70 km/h s 25l nádrží
- Vytrvalost: 3,7 h při rychlosti 70 km/h s 25l nádrží
- Přetížení: +4G, -2G
- Maximální stoupací rychlost: 3,5 m/s při rychlosti 60 km/h
- Nejmenší klesací rychlost: 2,9 m/s při rychlosti 60 km/h s vypnutým motorem